# 徐振亞
徐振亞（1943年—），上海人，中国俄语翻译家，上海翻译家协会副会长。上海华东师范大学教授、台灣中國文化大學俄國語文學系客座教授。
在华东师范大学外國語言文學系學習俄語專業，畢業后參加中國人民解放軍做翻譯工作，改革開放後回到母校母系教書。
翻譯有《交换》、《另一种生活》、《火灾》、《芙蓉》、《美好而狂暴的世界》、《马背日记》、《彼得堡故事》、《罗亭》、《烟》、《断头台》、《阿赫玛托娃诗文集》（合譯）、《卡拉马佐夫兄弟》（與老師馮增義合譯）、《陀思妥耶夫斯基书信选》、《陀思妥耶夫斯基论艺术》等書。